# 東京メトロ15000系電車
東京メトロ15000系電車（とうきょうメトロ15000けいでんしゃ）は、東京地下鉄（東京メトロ）東西線用の通勤形電車。2010年（平成22年）5月7日から営業運転を開始した。

## 概要
東西線では朝ラッシュ時の混雑が激しく、そのために列車遅延も発生して大きな問題となっている。このことから、各駅の停車時間を短縮して輸送改善に有効な車両を導入することを検討した。
既に東京メトロでは日比谷線において03系多扉車（第09 - 28編成・両端2両を5扉車とする）や、東西線において05系ワイドドア車（第14 - 18編成・各車両のドア幅を500mm拡幅した）を運行していたが、多扉車構造の場合、東西線の輸送条件に該当しないことや、ホームドアを設置した際に車両の扉とホームドアの位置が合わないことから、ワイドドア車を再度導入することになった。05系ワイドドア車は1991年（平成3年）から1992年（平成4年）にかけて5本を導入したことがあり、ワイドドア車両の導入は今回で約18年ぶりとなる。
特に東西線において混雑のピーク時に運行する列車（西船橋方面発列車（B線列車）で、茅場町に午前8:00 - 8:30頃に到着する東京メトロ所属車による運行列車15本）に集中導入することで混雑緩和を図る。これには既存の05系ワイドドア車5本、さらに検査等の予備車を含めた18本のワイドドア車が充てられる。
基本的には05系13次車ベースに10000系の設計思想を採り入れ、「快適性や使い易さの向上」「リサイクル性の向上」「火災対策の強化」「車体強度の向上」「コストダウン・省メンテナンス」をコンセプトとしている。
15000系は当初、05系14次車として計画されたが、有楽町線・副都心線向けの10000系の仕様を採用することから同系列のシリーズとして「15000系」を名乗ることとなった。2009年度末から2011年度にかけて10両編成13本が製造・導入され、05系の1次車 - 4次車（第14編成を除く）の置き換えを完了させた。
2017年1月より、3編成（第64 - 66編成）が増備された。

## 車体
05系13次車同様のアルミ合金製とし、構体接合に摩擦攪拌接合 (FSW) を用いたオールダブルスキン構造を採用している。特に車体材料は廃車時におけるリサイクル性の向上を図るため、アルミ合金材質の統一（単一合金化）を図っている。バリアフリーの観点から床面高さは1,140mmに抑えることでホームとの段差は縮小させている。
さらに車体隅柱は強化したダブルスキン構造の三角形断面とし、屋根構体から台枠まで貫通させることで車体強度の向上を図り、万が一の衝突事故時の安全性を向上させている。なお、ワイドドア車は側面開口部が大きいため、車体強度の低下が懸念されることから、側構体の肉厚化を図るなどして従来車両と同等の車体強度を確保させた。
前面は05系8次車以降と同様の縦曲線をベースとしたものだが、前面窓下部を黒色でまとめ、灯具周辺はフラットとした。前灯と尾灯は10000系と同様の鍵穴形状とし、それを横型に配置したものとなっている。車両前面においては貫通路柱と側面部分をアルミ部材からの三次元削り出し加工で製作し、台枠と屋根構体と強固に接合することで強度の向上を図っている。下部には排障器を設置する。
側面のラインカラー（カラーリング）は一新し、上部に水色と紺色・白色の3色ラインを、下部は車体には水色を、ドア部には紺色を配置してこれらの接合部はグラデーション状に処理している。
側面見付は同様の05系ワイドドア車に近いが、乗務員室直後も含めて全てのドア幅が1,800mmとなっている点が異なる。このために先頭車は中間車よりも52cm長くなっている。ワイドドアの構造上、ドア間の側窓は開閉可能な1枚窓だけとなるため、戸袋窓を設置している。また、側面車両番号表記は車体下部に配置している。2代前の5000系と同じく、先頭部に編成番号が記載されている(下2ケタ+50)。

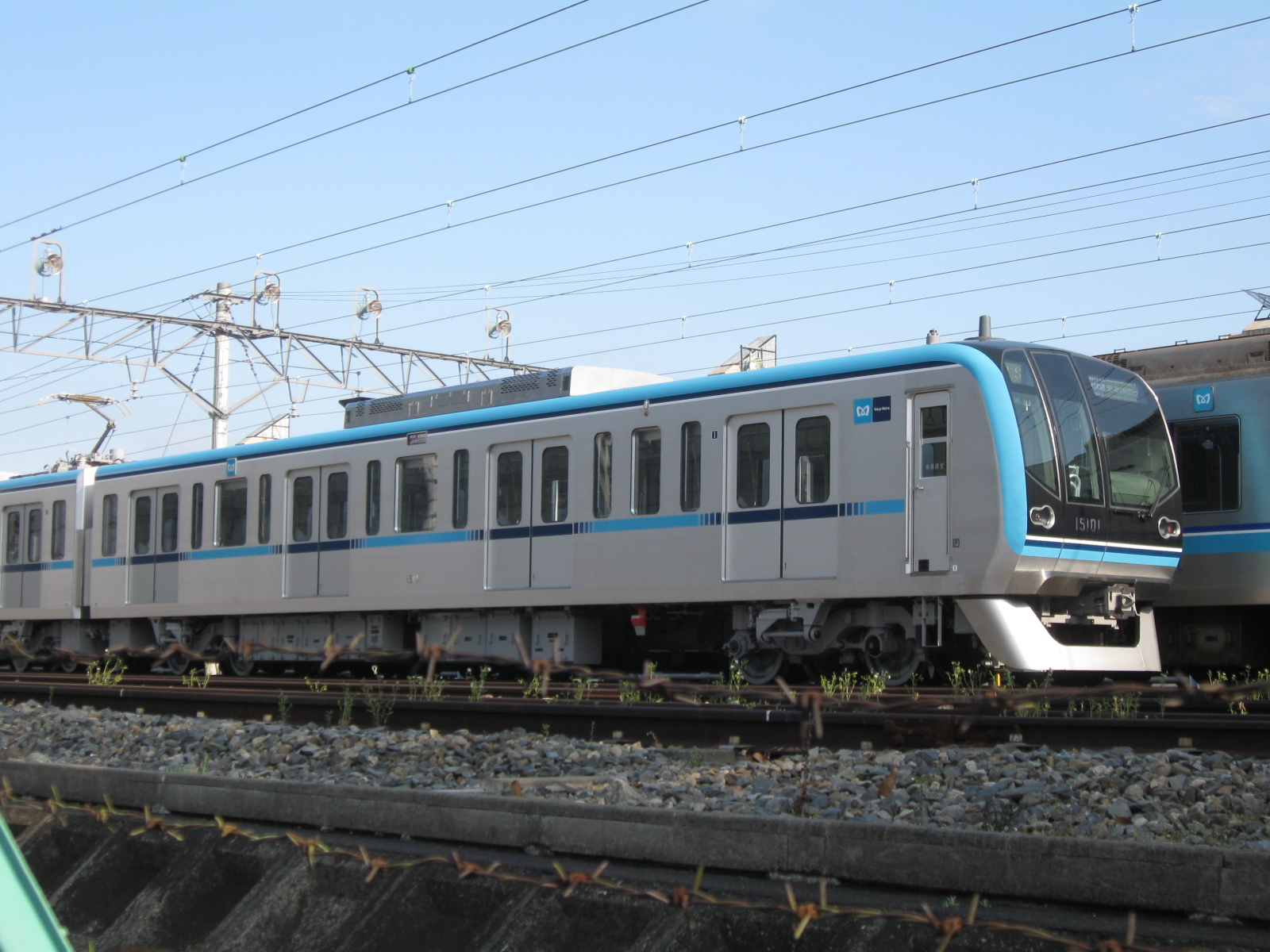
先頭車。乗務員室直後も含め、全ての車両の客用ドアが1,800mm幅のワイドドアとなっている

## 車内
内装は基本的に05系13次車をベースにしたものとなっているが、インテリアカラーを変更した。側面方向の化粧板はライトグレー系を、妻面壁は木目調のものを採用し、袖仕切は明るいパープル色とした。
座席モケットは濃い青色で、1人分の掛け幅は460mmとしている。ワイドドアの関係上、ドア間は先頭車の乗務員室直後は5人掛け、それ以外は6人掛け、車端部は2人掛けの配置となっている。6人掛け座席部にはスタンションポール（握り棒）を1本設置する。車椅子スペースは編成中の2号車と9号車に設置する。
優先席部においては座席モケットを明るい青色とし、この場所の袖仕切握り棒はオレンジ色の着色品を使用しており、またつり革は一般席用の灰色品ではなく、オレンジ色品を使用している。さらにつり革高さは一般席の1,680mmから1,580mmに低下させているほか、優先席を意識して各車端部の荷棚高さは一般席の1,750mmから1,700mmとして使いやすさの向上を図っている。
客用ドアは室内側も化粧板仕上げで、全てのドア開口幅はワイドドアとした1,800mmである。ドアエンジンは従来からの空気圧式であり、閉扉後一定時間戸閉力を弱める「戸閉力弱め機構」を設置する。バリアフリーとしてドアの開閉動作と乗降促進ボタン操作時に赤く点滅する「ドア開閉表示灯」を設置するほか、出入口部の床面には黄色の出入口識別表示板を設置している。ドアチャイムについても10000系などと同じ3打式になった。
冷房装置は三菱電機製集中式の稼働率制御方式（ON/OFF制御方式・CU768A形）で、容量は58.14kW（50,000kcal/h）である。装置は従来の05系13次車と同等であるが、本系列では駅構内での温度上昇を防ぐために駅部においては空調装置からの排熱を抑制する機能を追加している。

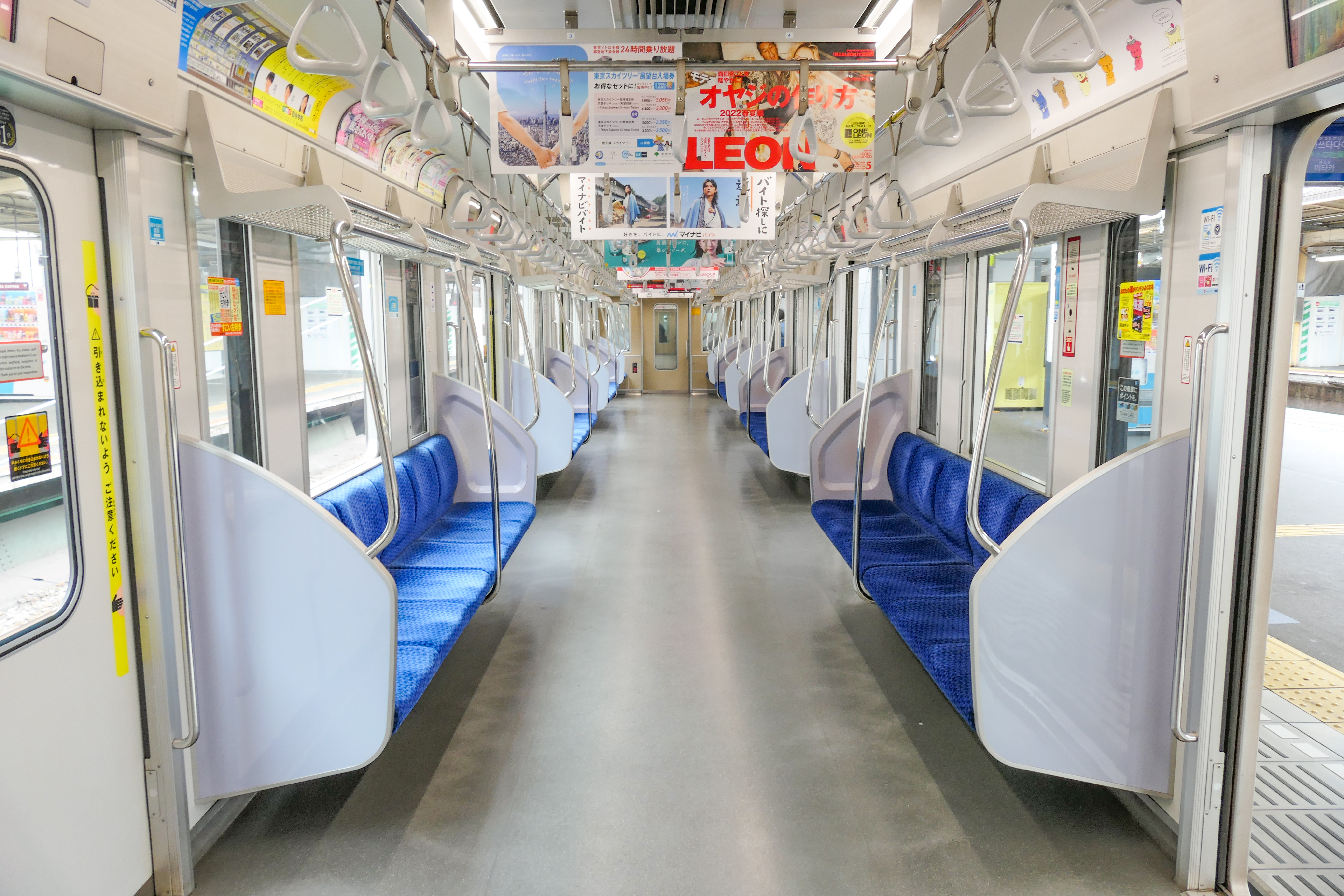
車内
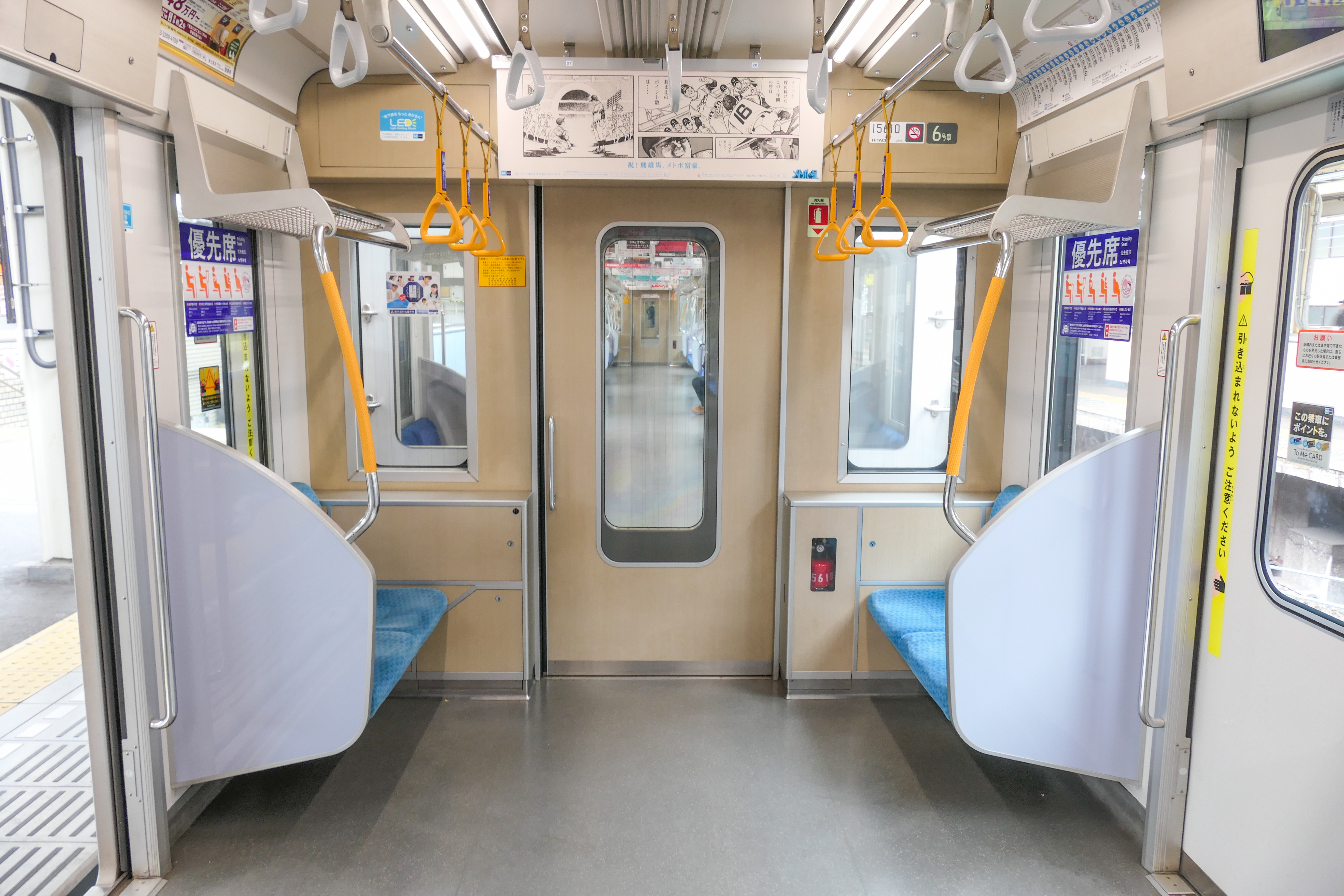
優先席
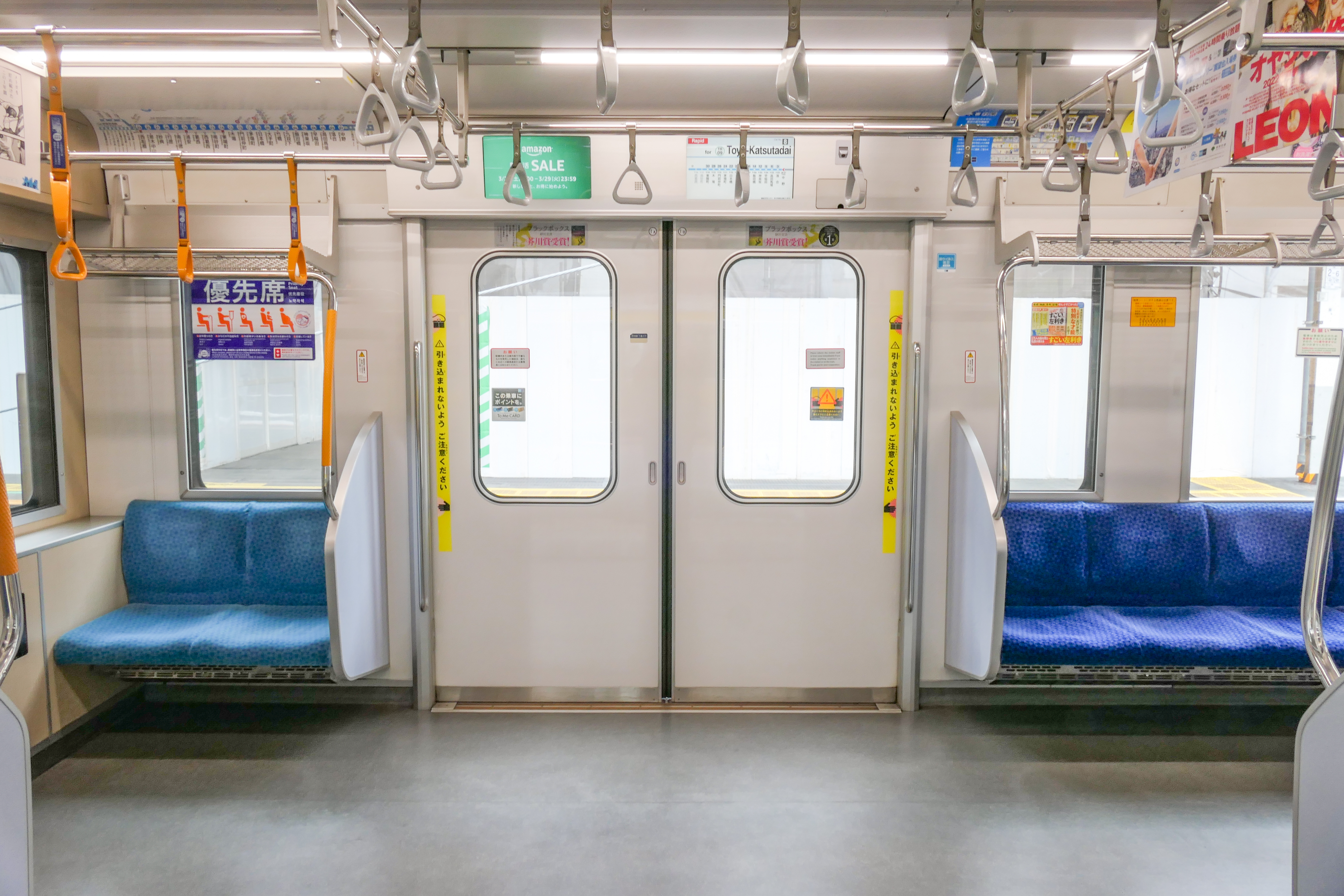
1,800mm幅の客用ドア

### 旅客案内設備
車内案内表示器には10000系で実績のある液晶ディスプレイ (LCD・TVIS) 方式を採用し、各ドア上に2画面を設置する。表示内容は左側をTokyo Metro ビジョンの広告動画用・右側は旅客への行先・乗り換え案内などに使用する。
各配信映像は中野方先頭車である15000形 (CT2) のメディア中央装置内で情報処理され、各車両にはデジタル伝送の上、メディア端末装置に記録されて各メディア表示器（液晶画面）に表示される。このため、15000形 (CT2) には送受信装置が搭載されており、拠点駅において高速無線通信（ミリ波）を使用して広告映像の自動更新を行うほか、運行支障等の異常時には携帯電話通信回線（FOMA回線）を使用して運行情報の配信を行う機能を設けている。また、英文の文字は全角英数である。

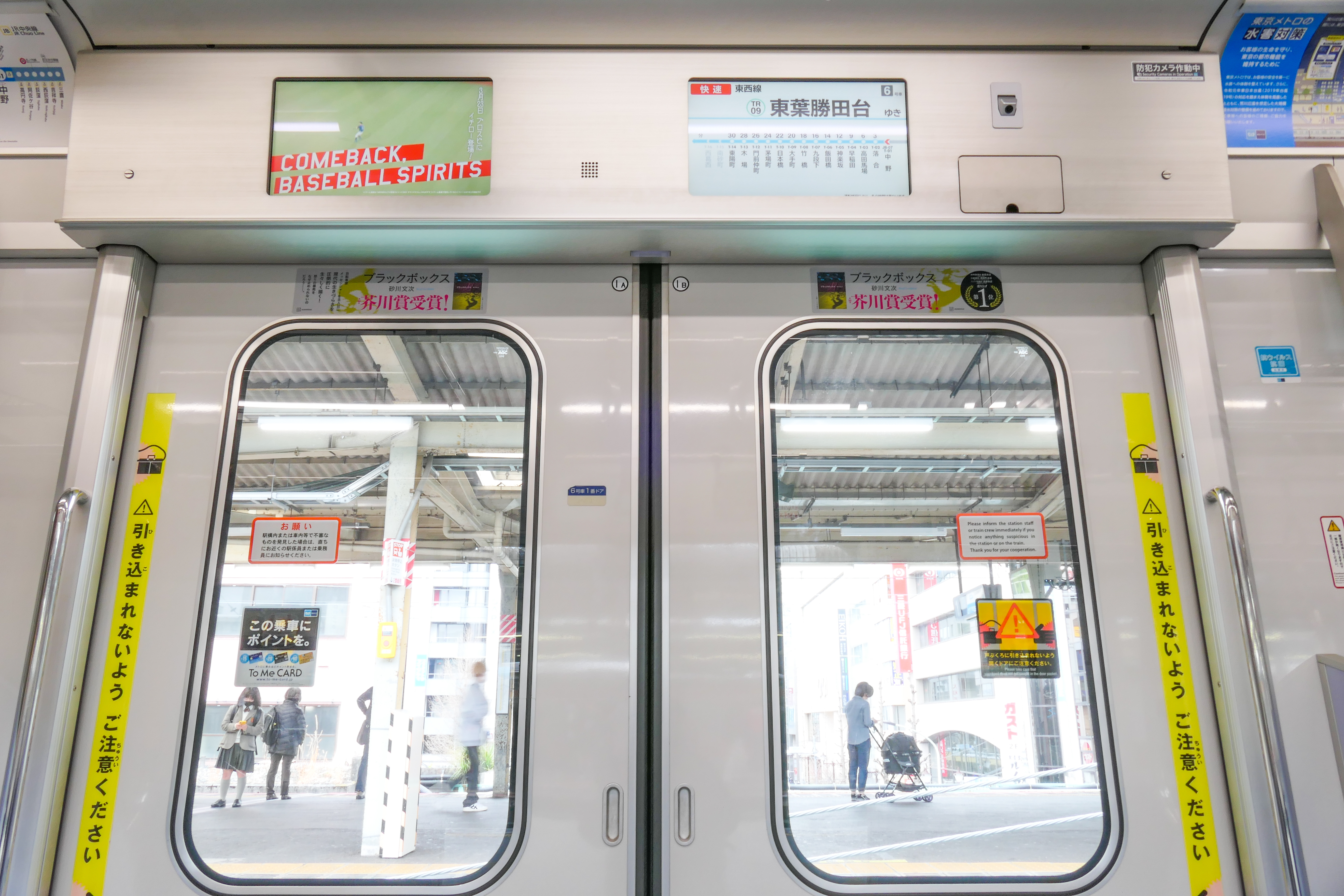
LCDの車内案内表示器

前面・側面の行先表示器は、視認性向上を目的に従来の3色LED方式から、東京メトロでは初採用となる種別表示部をフルカラー・行先表示部を白色LED方式とした。なお、15114f(第64編成)以降は行先表示部分もフルカラーLED方式となっている。この行先表示器は車両制御情報管理装置 (TIS) から設定を行い、TISから送られる「種別・路線・行先・次路線」の各コードからの情報により、「列車種別+行先表示」・「乗り入れ先路線」を3秒ごとに切り換えて表示する機能を持つ。
書体についても東京メトロでは初めてゴシック体が採用された。05系では通勤快速を「通快」、東葉快速を「東快」と略表記していたが、本系列では「通勤快速」「東葉快速」と略さず表記する。また、本系列ではB線（西船橋から中野方面行き）の優等列車で通過駅がなくなる区間（快速は東陽町以西、通勤快速は浦安以西）に入ると種別は無表示になるものだったが、車内放送ROM更新と同時に青の背景に各駅停車と表示されるものに変わる仕様に変更された。

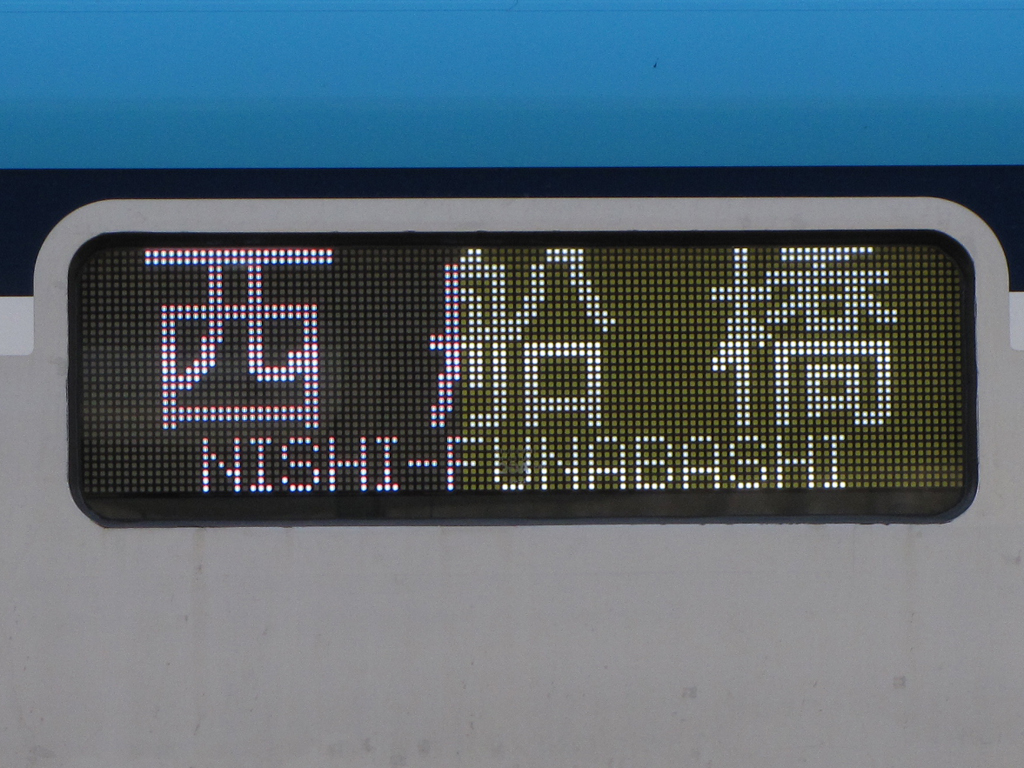
LED式行先表示器
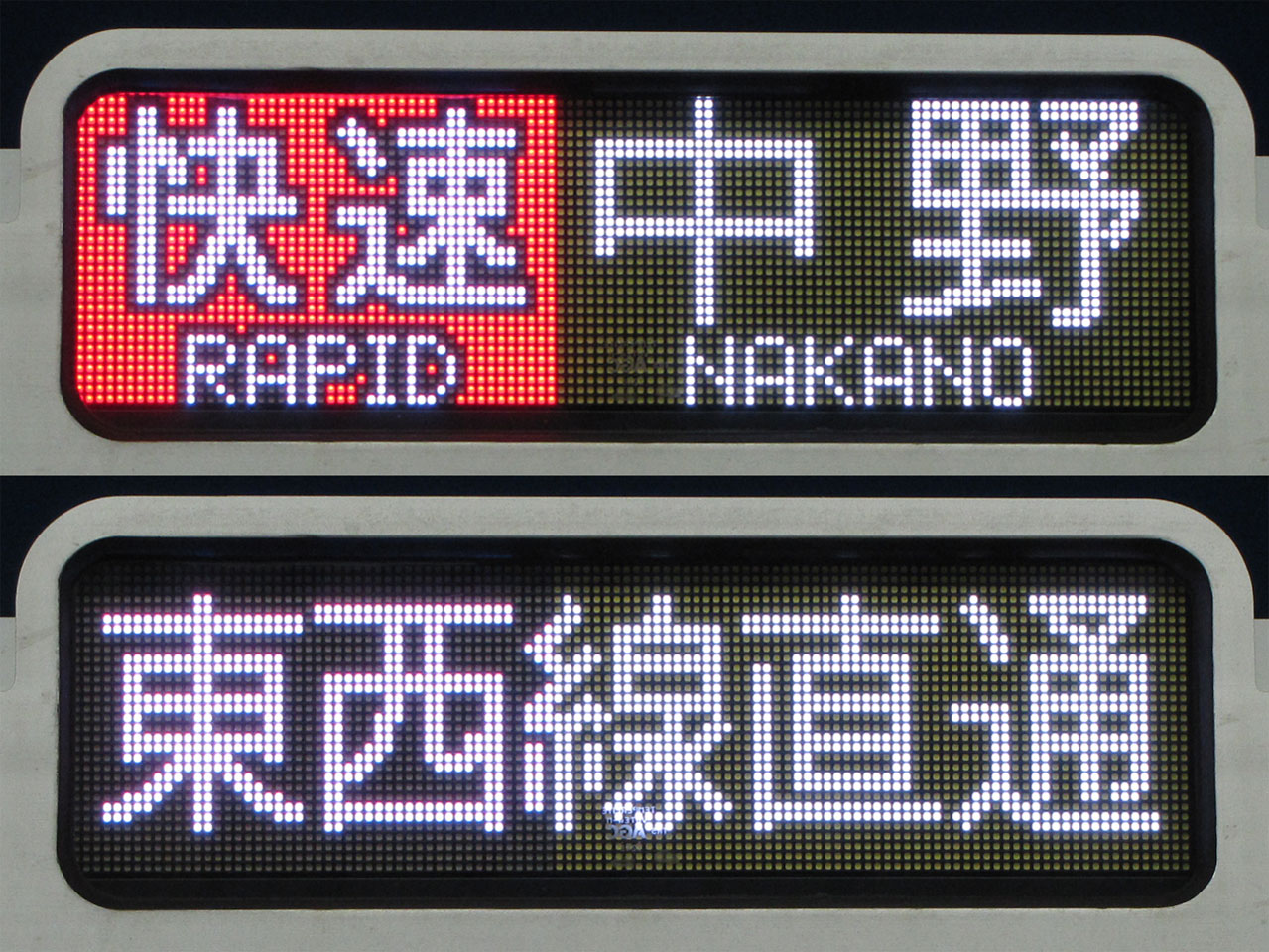
直通運転する場合は直通先路線と交互に表示する

放送装置には自動放送装置を搭載しているほか、車外案内用スピーカーを設置している。

### 乗務員室

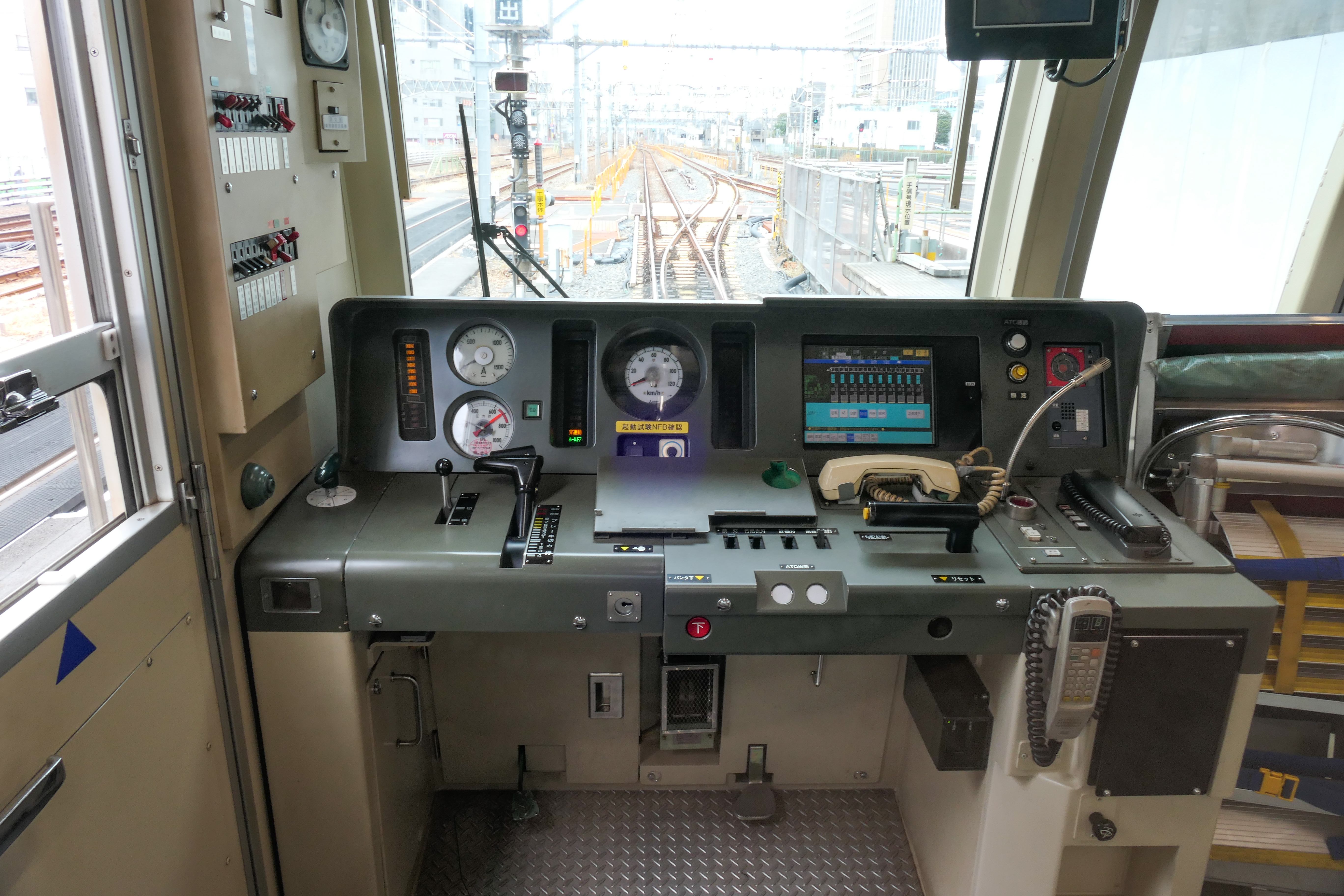
運転台

乗務員室の配置については、乗務員の機器取り扱い性を考慮して05系8次車以降と同様の配置とされている。マスコンハンドルは左手操作式（力行1 - 4ノッチ・常用ブレーキ1 - 8段・非常）を採用しており、取っ手部分にデッドマンレバーを組み込んでいる。また右上にはJR線で使用するデジタル列車無線の簡易モニター表示器を設置している。
乗務員室と客室の仕切りには窓が3箇所あり、客室側から見て左から順に大窓、乗務員室扉、細長い窓であり、全て透明ガラスである。遮光幕は大窓、乗務員室扉窓に設置してある。

## 機器類
基本的に10000系をベースとしているが、東西線では乗り入れ先を含めて高速性能を必要としないことから、歯車比と主電動機出力などを変更している。10両編成中のMT比は5M5T構成としている。
制御装置は三菱電機製のIPM方式の2レベルIGBT素子を使用したVVVFインバータ制御方式である。制御方式は1C4M2群または1C4M1群制御方式であり、トルク制御はPGセンサレスベクトル制御方式を採用し、純電気ブレーキ機能を有する。
本系列の走行機器には銀座線向け01系第38編成で実用化試験を実施してきた永久磁石同期電動機 (PMSM) を使用したVVVFインバータ制御方式も考えられたが、同方式の1,500V用システムは本系列の製造時に実用化が間に合わないことから、従来の誘導電動機方式が採用された。ただし、主電動機は仕様の見直しを行うことで、効率を従来の92%から95%へと向上させ、また効率向上により電動機からの発熱が減少するため、出力は余裕を持たせた225kWと高出力化し、回生ブレーキの負担割合向上・冗長性の向上も図られた。また、歯車比は14:109 (7.79) と高くすることで、地下鉄線内で必要とする主に低速から中速域での主電動機効率向上による車両性能の向上を図れるものとした。
本系列ではフィルタリアクトルの材質を従来のアルミニウムから電気抵抗値の小さい銅に変更して、電気損失を約41%低減させるものとした。銅製はアルミ製よりも重量が約2倍に増加するが、トータル的に見て省エネルギー効果の方が高いと判断して採用したものである。
内容は前述した主電動機仕様の見直し、フィルタリアクトルの材質変更、さらには回生ブレーキ性能向上のための各種改良（省エネノッチ曲線、新理論架線電圧リミッタの採用、粘着リミッタ解除）を実施しており、同様の編成形態である05系11次車以降と比較して、車両重量差を考慮しても約15%消費電力削減が実現している。
補助電源装置はIGBT素子を使用した東芝製240kVA出力静止形インバータ (SIV) を採用している。出力電圧は三相交流440Vとしており、故障時に備えて15600形には受給電を行う受給電箱を設置する。
集電装置はシングルアーム式パンタグラフを編成で5台搭載する。空気圧縮機 (CP) は三菱電機製の周辺機器一体形のスクロール式コンプレッサが使用されている。このCPは少容量のスクロールコンプレッサ3台と起動装置や除湿装置などの周辺機器を1つの箱に集約したもので、低騒音やメンテナンス性に優れたものである。
台車はモノリンク式軸箱支持のボルスタ付台車を採用しており、10000系に採用した同タイプの台車を東西線の線形条件に合わせて改良を加えたもので、形式は10000系のFS777形に続くFS778形（電動台車はFS778M形・付随台車はFS778T形・先頭部用はFS778CT形）である。基礎ブレーキはユニットブレーキを使用する。
保安装置は東西線内で使用するデジタル伝送方式の新CS-ATC装置（車内信号式）、東葉高速線内で使用するWS-ATC装置（地上信号式）を一体形のATC装置として搭載するほか、JR中央緩行線および総武緩行線用のATS-P装置を搭載する。
2010年末より、15106編成(第56編成)の15506号車において、三菱電機製永久磁石同期電動機用制御装置の実車試験が実施されていた。現在は元の誘導電動機に戻っている。

## 編成
|          | ← 総武線 津田沼・東葉高速線 東葉勝田台・西船橋中野・中央線 三鷹 → |                     |               |               |                  |               |               |                    |               |               |
| 号車     | 1                                                                 | 2                   | 3             | 4             | 5                | 6             | 7             | 8                  | 9             | 10            |
| 形式     | 15100形 (CT1)                                                     | ＜ ＞ 15200形 (M1') | 15300形 (M2)  | 15400形 (T)   | ＞ 15500形 (Mc1) | 15600形 (Tc)  | 15700形 (T')  | ＜ ＞ 15800形 (M1) | 15900形 (M2') | 15000形 (CT2) |
| 機器配置 |                                                                   | VVVF2               | SIV CP BT     |               | VVVF1 CP         |               |               | VVVF2              | SIV CP BT     |               |
| 動輪軸   | ○○ ○○                                                             | ●● ●●               | ●● ●●         | ○○ ○○         | ●● ●●            | ○○ ○○         | ○○ ○○         | ●● ●●              | ●● ●●         | ○○ ○○         |
| 車内設備 |                                                                   | ♿︎                  |               |               |                  |               |               |                    | ♿︎            |               |
| 車両番号 | 15101 : 15116                                                     | 15201 : 15216       | 15301 : 15316 | 15401 : 15416 | 15501 : 15516    | 15601 : 15616 | 15701 : 15716 | 15801 : 15816      | 15901 : 15916 | 15001 : 15016 |

| 凡例 - CT -（付随）制御車 - Mc - 簡易運転台付き電動車 - Tc - 簡易運転台付き付随車 - M - 中間電動車 - T - 中間付随車 - VVVF1: 主制御装置 (1C4M1群) - VVVF2: 主制御装置 (1C4M2群) - SIV: 静止形インバータ - CP: 空気圧縮機 - BT: 蓄電池 - ♿︎: 車椅子スペース (2016年投入車両は全車両に設置) |
| 備考 - パンタグラフは15200形・15800形に2基、15500形には1基を搭載する。 |